# 小倉橋灯ろう流し
小倉橋灯ろう流し（おぐらばしとうろうながし）は、神奈川県相模原市緑区の祭り。

## 概要
小倉橋で、毎年8月16日に行われている。紙製灯ろう約700個を、さまざまな願いを込めて相模川に放流し、クライマックスには花火が上がり、灯ろうに込めた人々の想いを、華やかに照らしだす。この時期には小倉橋のライトアップも行われている。

## 小倉橋と新小倉橋

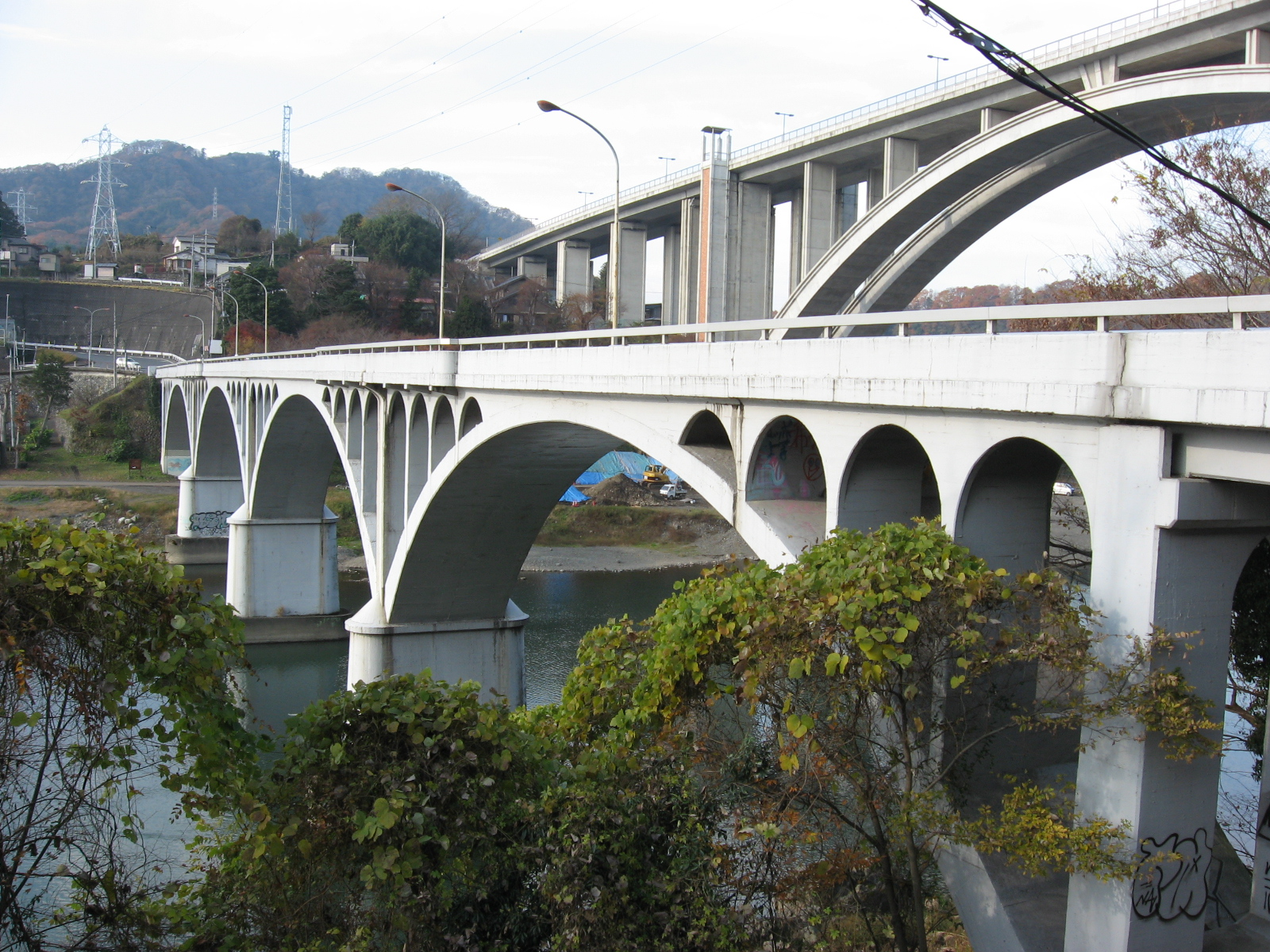
小倉橋（手前）と新小倉橋（奥）